# Püscheldorf

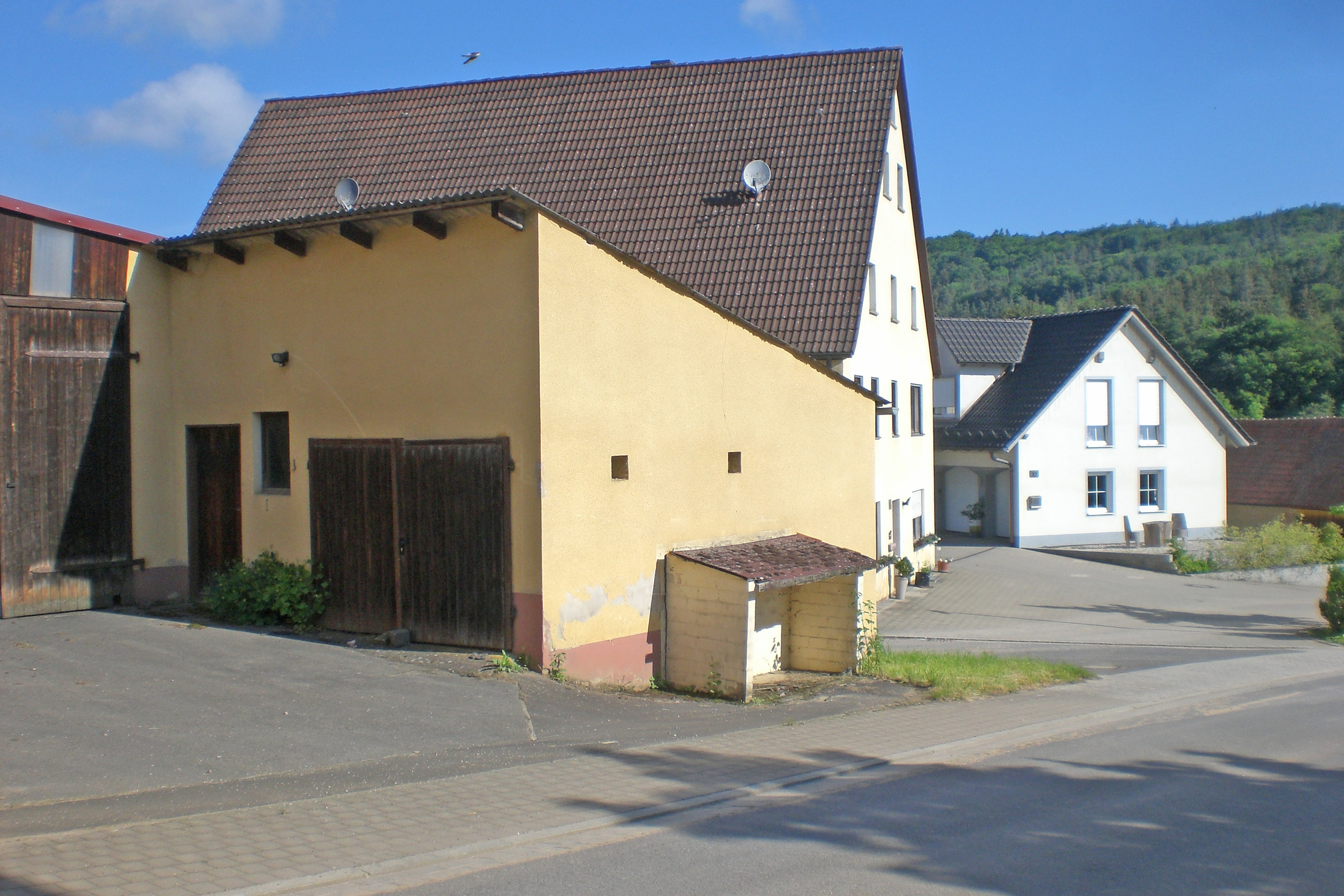
Gehöft (2024)

Püscheldorf ist ein Gemeindeteil der Gemeinde Offenhausen im Landkreis Nürnberger Land (Mittelfranken, Bayern). Die Gemarkung Püscheldorf hat eine Fläche von 3,325 km². Sie ist in 857 Flurstücke aufgeteilt, die eine durchschnittliche Flurstücksfläche von 3879,51 m² haben. In ihr liegen neben dem namensgebenden Ort die Gemeindeteile Ittelshofen und Klingenhof.

## Geografie
Das Dorf Püscheldorf liegt am Herrnbach, einem linken Zufluss des Hammerbachs. Die Kreisstraße LAU 25 führt nach Kucha (0,6 km östlich) bzw. – die Bundesautobahn 6 unterquerend – nach Oberrieden (2,1 km südlich). Die Kreisstraße LAU 6 führt nach Ittelshofen (1,3 km westlich).

## Geschichte
Mit dem Gemeindeedikt (frühes 19. Jahrhundert) wurde Püscheldorf dem Steuerdistrikt Kucha zugewiesen. Zugleich entstand die Ruralgemeinde Püscheldorf, zu der Ittelshofen und Klingenhof gehörten. Sie unterstand in Verwaltung und Gerichtsbarkeit dem Landgericht Altdorf. Im Zuge der Gebietsreform in Bayern wurde die Gemeinde am 1. Mai 1978 nach Offenhausen eingegliedert.
Zur Volkszählung am 27. Mai 1970 hatten die drei zur ehemaligen Gemeinde gehörenden Gemeindeteile zusammen 98 Einwohner (Püschelsdorf 43, Ittelshofen 32, Klingenhof 23).
In Püscheldorf entsteht die erste Biogasanlage des Landkreises Nürnberger Land.

## Bau- und Bodendenkmäler
- Haus Nr. 22: Wohnstallhaus
- Haus Nr. 24: Bauernhof

In der Nähe des Ortes wurde ein Hügelgrab entdeckt.